# 佐藤佐太郎

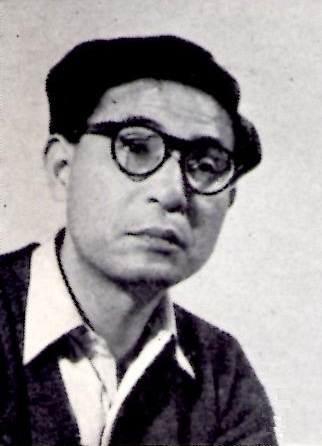
佐藤佐太郎

佐藤 佐太郎（さとう さたろう、1909年（明治42年）11月13日 - 1987年（昭和62年）8月8日）は、日本の歌人。日本芸術院会員。妻の佐藤志満も歌人。
岩波書店に入社。短歌に関心を抱き「アララギ」に入会、斎藤茂吉に師事。近代の憂愁をたたえた第一歌集『歩道』(1940年)から、老境を自覚した寂寥感あふれる『星宿』(1983年)まで、新境地を拓き続けた。歌論に『純粋短歌』(1953年)がある。

## 略歴
宮城県柴田郡大河原町出身。幼少期に茨城県多賀郡平潟町（現・北茨城市）に移る。
平潟尋常高等小学校卒業後、兄を頼って上京し、1925年岩波書店入社。1926年アララギに入会し、斎藤茂吉に師事。アララギ派の写実主義を受け継ぎながらも、純粋短歌論に基づく抒情性に富んだ新しい歌風をきりひらいた。1940年、合同歌集『新風十人』（八雲書林）に参加。1945年、岩波書店を退社、歌誌「歩道」を創刊。歌人としての活動に加え、斎藤茂吉研究、長塚節研究、歌論書、短歌入門書、随筆、書画集など多くの著書を残した。終生、斎藤茂吉を師と仰ぐとともに、晩年には中国の詩人、取り分け蘇軾に傾倒した。1983年、日本芸術院会員。作家活動のかたわら多くの優れた歌人を育成した。初期の弟子に、長澤一作、山本成雄、由谷一郎、川島喜代詩、尾崎左永子、中期の弟子に福田柳太郎、黒田淑子、秋葉四郎、山上次郎、板宮清治、菊澤研一、晩年の弟子に室積純夫、鵜飼康東、佐保田芳訓などがいる。
角川書店の出版第1号は佐太郎の歌集『歩道』であった。

## 受賞歴
- 1952年、「帰潮」で第3回読売文学賞
- 1975年、紫綬褒章
- 1976年、「開冬」で芸術選奨文部大臣賞
- 1978年、「佐藤佐太郎全歌集」で第1回現代短歌大賞
- 1980年、日本芸術院賞[2]
- 1983年、勲四等旭日小綬章
- 1984年、「星宿」で第18回迢空賞
- 1987年、勲三等瑞宝章・正五位

## 著書

### 選集
- 『佐藤佐太郎集』全8巻　岩波書店、2001-02年

### 歌集
- 第1歌集「歩道」　昭和15年（1940年）八雲書林
- 第2歌集「軽風」　昭和17年（1942年）八雲書林
- 第3歌集「しろたへ」　昭和19年（1944年）青磁社
- 第4歌集「立房」　昭和22年（1947年）永言社
- 第5歌集「帰潮」　昭和27年（1952年）第二書房
- 第6歌集「地表」　昭和31年（1956年）白玉書房
- 第7歌集「群丘」　昭和37年（1962年）短歌研究社
- 第8歌集「冬木」　昭和41年（1966年）短歌研究社
- 第9歌集「形影」　昭和45年（1970年）短歌研究社
- 第10歌集「開冬」　昭和50年（1975年）弥生書房
- 第11歌集「天眼」　昭和54年（1979年）講談社
- 第12歌集「星宿」　昭和58年（1983年）岩波書店
- 第13歌集「黄月」　昭和63年（1988年）短歌新聞社

### 全歌集など
- 『互評自註歌集 歩道』山口茂吉評、昭和23年　講談社　1948
- 『佐藤佐太郎歌集』昭和28年、角川文庫　1953
- 『佐藤佐太郎作品集』昭和34年、四季書房　1959
- 『自選歌集海雲』昭和46年、短歌新聞社　1971
- 『佐藤佐太郎全歌集』昭和52年、講談社　1977
- 『佐藤佐太郎自選歌抄』昭和61年、角川書店　1986
- 『佐藤佐太郎歌集』平成3年、岩波文庫　1991
- 『佐藤佐太郎秀歌』平成9年、角川書店　1997
- 『佐藤佐太郎－「写生」を超え「不在なるもの」をとらえるまなざし』平成30年、大辻隆弘解説、笠間書院「コレクション日本歌人選」、2018
- 『佐藤佐太郎全歌集』短歌新聞社文庫、2016、完本2019。「軽風」～「黄月」、全索引も刊

### 歌論・短歌入門書
- 『短歌入門ノオト』昭和26年　第二書房　1951
- 『純粋短歌』昭和28年　寶文館　1953
- 『短歌の話』昭和32年　宝文館　1957
- 『短歌作者への助言』昭和45年　短歌新聞社　1970

### 自註など
- 『及辰園百首付自註』昭和49年　求龍堂　1974
- 『作歌の足跡－海雲自註』昭和55年　短歌新聞社　1980
- 『短歌を作るこころ』昭和60年　角川書店　1985
- 『短歌を味わうこころ』昭和63年　角川書店　1988
- 『合著　古典逍遙・及辰園歌抄』昭和63年　短歌新聞社　1988

### 書画・墨筆
- 『天眼抄　佐藤佐太郎墨筆集』昭和54年　サンケイ新聞社　1979
- 『佐藤佐太郎書画集』昭和58年　角川書店　1983
- 『没後十年追慕佐藤佐太郎 書画名品集』歩道短歌会 佐藤佐太郎展実行委員会　1997

### 斎藤茂吉に関する書
- 『斎藤茂吉秀歌選』昭和32年　寶文館　1957
- 『斎藤茂吉研究』昭和32年　宝文館　1957
- 『斎藤茂吉言行』昭和48年　角川書店　1973
- 『童馬山房隨聞』昭和51年　岩波書店　1976
- 『茂吉解説』昭和52年　彌生書房　1977
- 『茂吉秀歌』昭和53年　岩波書店　1978

### 長塚節に関する著書
- 『長塚節　短歌文學讀本』昭和34年　雄鶏社　1959
- 『長塚節全歌集』編著 昭和41年 鶯の宮書房　1966

### 随筆
- 『枇杷の花』昭和43年　短歌新聞社　1968
- 『及辰園往来』昭和51年　求龍堂　1976

### その他
- 山口茂吉『互評自註歌集 赤土』昭和23年　講談社